# Craig Dawson
Craig Dawson (Rochdale, Inglaterra, 6 de mayo de 1990) es un futbolista británico que juega de defensa y se encuentra sin equipo tras abandonar el Wolverhampton Wanderers F. C.

## Estadísticas

### Clubes
Actualizado al último partido disputado el 30 de noviembre de 2024.
| Club                                     | Div.          | Temporada     | Liga  | Liga  | Copas nacionales | Copas nacionales | Copas internacionales | Copas internacionales | Total | Total |
| Club                                     | Div.          | Temporada     | Part. | Goles | Part.            | Goles            | Part.                 | Goles                 | Part. | Goles |
| ---------------------------------------- | ------------- | ------------- | ----- | ----- | ---------------- | ---------------- | --------------------- | --------------------- | ----- | ----- |
| Rochdale A. F. C. Inglaterra             | 4.ª           | 2009-10       | 42    | 9     | 4                | 2                | ―                     | ―                     | 46    | 11    |
| Rochdale A. F. C. Inglaterra             | 3.ª           | 2010-11       | 45    | 10    | 3                | 1                | ―                     | ―                     | 48    | 11    |
| Rochdale A. F. C. Inglaterra             | Total club    | Total club    | 87    | 19    | 7                | 3                | 0                     | 0                     | 94    | 22    |
| West Bromwich Albion F. C. Inglaterra    | 1.ª           | 2011-12       | 8     | 0     | 4                | 0                | ―                     | ―                     | 12    | 0     |
| Bolton Wanderers F. C. Inglaterra        | 2.ª           | 2012-13       | 16    | 4     | 0                | 0                | ―                     | ―                     | 16    | 4     |
| Bolton Wanderers F. C. Inglaterra        | Total club    | Total club    | 16    | 4     | 0                | 0                | 0                     | 0                     | 16    | 4     |
| West Bromwich Albion F. C. Inglaterra    | 1.ª           | 2012-13       | 1     | 0     | 3                | 0                | ―                     | ―                     | 4     | 0     |
| West Bromwich Albion F. C. Inglaterra    | 1.ª           | 2013-14       | 12    | 0     | 3                | 0                | ―                     | ―                     | 15    | 0     |
| West Bromwich Albion F. C. Inglaterra    | 1.ª           | 2014-15       | 29    | 2     | 6                | 0                | ―                     | ―                     | 35    | 2     |
| West Bromwich Albion F. C. Inglaterra    | 1.ª           | 2015-16       | 38    | 4     | 5                | 0                | ―                     | ―                     | 43    | 4     |
| West Bromwich Albion F. C. Inglaterra    | 1.ª           | 2016-17       | 37    | 4     | 2                | 0                | ―                     | ―                     | 39    | 4     |
| West Bromwich Albion F. C. Inglaterra    | 1.ª           | 2017-18       | 28    | 2     | 4                | 0                | ―                     | ―                     | 32    | 2     |
| West Bromwich Albion F. C. Inglaterra    | 2.ª           | 2018-19       | 43    | 3     | 2                | 0                | ―                     | ―                     | 45    | 3     |
| West Bromwich Albion F. C. Inglaterra    | Total club    | Total club    | 196   | 15    | 29               | 0                | 0                     | 0                     | 225   | 15    |
| Watford F. C. Inglaterra                 | 1.ª           | 2019-20       | 29    | 2     | 1                | 0                | ―                     | ―                     | 30    | 2     |
| Watford F. C. Inglaterra                 | 2.ª           | 2020-21       | 0     | 0     | 1                | 0                | ―                     | ―                     | 1     | 0     |
| Watford F. C. Inglaterra                 | Total club    | Total club    | 29    | 2     | 2                | 0                | 0                     | 0                     | 31    | 2     |
| West Ham United F. C. Inglaterra         | 1.ª           | 2020-21       | 22    | 3     | 2                | 1                | ―                     | ―                     | 24    | 4     |
| West Ham United F. C. Inglaterra         | 1.ª           | 2021-22       | 34    | 2     | 6                | 0                | 10                    | 2                     | 50    | 4     |
| West Ham United F. C. Inglaterra         | 1.ª           | 2022-23       | 8     | 0     | 1                | 0                | 4                     | 1                     | 13    | 1     |
| West Ham United F. C. Inglaterra         | Total club    | Total club    | 64    | 5     | 9                | 1                | 14                    | 3                     | 87    | 9     |
| Wolverhampton Wanderers F. C. Inglaterra | 1.ª           | 2022-23       | 17    | 1     | ―                | ―                | ―                     | ―                     | 17    | 1     |
| Wolverhampton Wanderers F. C. Inglaterra | 1.ª           | 2023-24       | 25    | 1     | 3                | 0                | —                     | —                     | 28    | 1     |
| Wolverhampton Wanderers F. C. Inglaterra | 1.ª           | 2024-25       | 10    | 0     | 1                | 0                | —                     | —                     | 11    | 0     |
| Wolverhampton Wanderers F. C. Inglaterra | Total club    | Total club    | 52    | 2     | 4                | 0                | 0                     | 0                     | 56    | 2     |
| Total carrera                            | Total carrera | Total carrera | 443   | 47    | 51               | 4                | 14                    | 3                     | 509   | 54    |